# Readeriella novae-zelandiae
Readeriella novae-zelandiae är en svampart som beskrevs av Crous 2004. Readeriella novae-zelandiae ingår i släktet Readeriella och familjen Teratosphaeriaceae.   Inga underarter finns listade i Catalogue of Life.